# Судобицька волость
Судобицька волость — адміністративно-територіальна одиниця Дубенського повіту Волинської губернії Російської імперії з центром у селі Судобич.
Станом на 1885 рік складалася з 14 поселень, 8 сільських громад. Населення — 3934 осіб (1927 чоловічої статі та 2007 — жіночої), 423 дворових господарств.
|                     | Площа, десятин | У тому числі орної, дес. |
| ------------------- | -------------- | ------------------------ |
| Сільських громад    | 5354           | 3834                     |
| Приватної власності | 6522           | 2470                     |
| Казенної власності  | 1508           | 220                      |
| Іншої власності     | 212            | 136                      |
| Загалом             | 13596          | 6660                     |

Основні поселення волості:
- Судобич — колишнє власницьке село при струмкові за 15 верст від повітового міста, 250 осіб, 40 дворів, православна церква, постоялий будинок. За 20 верст — Обгівський лісопильний завод, смоляний завод.
- Нагоряни — колишнє власницьке село, 180 осіб, 21 двір, постоялий будинок, водяний млин, винокурний завод.
- Носовиця — колишнє власницьке село, 410 осіб, 51 двір, православна церква, постоялий будинок.
- Обгов — колишнє власницьке село при струмкові Улька, 494 особи, 59 дворів, православна церква, постоялий будинок, кузня.
- Плоска — колишнє власницьке село, 310 осіб, 48 дворів, православна церква, постоялий будинок.
- Семидуби — колишнє власницьке село, 180 осіб, 29 дворів, молитовний будинок, школа, 2 постоялих будинки, водяний млин, 3 лавки.
- Тростянець — колишнє власницьке село при струмкові, 350 осіб, 55 дворів, православна церква, постоялий будинок.
- Шепетин — колишнє власницьке село, 310 осіб, 45 дворів, православна церква, постоялий будинок.

## Після 1920р.
Волость існувала до 1920 р. у складі Дубенського повіту Волинської губернії. 18 березня 1921 року Західна Волинь анексована Польщею. У Польщі існувала під назвою ґміна Судобіче Кременецького повіту Волинського воєводства в тому ж складі, що й до 1921 року. 
На 1936 рік гміна складалася з 27 громад:
1. Бондарі — село: Бондарі та хутори: Мілець і Вашківці;
2. Буща — село: Буща і млин: Ілавка;
3. Дитиничі — село: Дитиничі;
4. Довгополе — село: Довгополе та колонія: Михайлівка;
5. Грядки — село: Грядки, колонія: Смоляри, гаївка: Туричева та млинарське селище: Залузький-Млин;
6. Іваниничі — село: Іваниничі;
7. Ясинівка — село: Ясинівка та хутір: Дерманька;
8. Кирилівка — село: Кирилівка;
9. Комарівка — село: Комарівка;
10. Марцелина — села: Марцелина і Сітари та хутір: Забара;
11. Миколаївка-Нова — село: Миколаївка-Нова;
12. Миколаївка-Стара — село: Миколаївка-Стара, колонія: Смига та хутір: Круки;
13. Нагоряни — село: Нагоряни та хутір: Коніздри;
14. Носовиця-Нова — село: Носовиця-Нова та колонія: 5 Квартал;
15. Носовиця-Стара — село: Носовиця-Стара та колонії: Піщанка і Замчисько;
16. Обгув — село: Обгув, колонії: Бориси і Любомирка, гаївка: Бориси та хутір: Клепець;
17. Плоска-Чеська — село: Плоска-Чеська;
18. Плоска-Руська — село: Плоска-Руська;
19. Переросля — село: Переросля, фільварок: Хічавка та хутір: Лісова;
20. Семидуби-Чеські — село: Семидуби-Чеські, фільварок: Видранка та млинарське селище: Забара;
21. Семидуби-Руські — село: Семидуби-Руські;
22. Студянка — село: Студянка, колонія: Дворище та хутори: Хвороща і Чапля;
23. Судобичі — села: Судобичі і Борок, колонія: I Квартал та гаївка: Сіновал;
24. Шепетин — село: Шепетин та колонія: Голуби;
25. Тартак — село: Тартак;
26. Тростянець — село: Тростянець та хутір: Липник;
27. Залужжя — село: Залужжя та фільварок: Залужжя та хутір: Залужжя.

Після радянської анексії західноукраїнських земель ґміна ліквідована у зв'язку з утворенням Вербського району.